# Praethecacineta inclusa
 (août 2024).
Praethecacineta, Praethecacinetidae
Famille
Genre
Espèce
Praethecacineta inclusa unique représentant du genre Praethecacineta et de la famille des Praethecacinetidae, est une espèce de ciliés de la classe des Phyllopharyngea.

## Description
Praethecacineta inclusa a une taille moyenne (80-200 µm). Son trophonte pyriforme ou en forme de sac, est pédonculé et vit attaché au fond d'une lorica. Il possède des tentacules capitées, disposés en un seul fascicule apical. Son essaim est allongé, cilié et est formé latéralement. Son macronoyau est globulaire à ellipsoïde. Micronoyau et vacuole contractile sont présents.

## Habitat
Praethecacineta inclusa vit en milieu marin comme ectocommensal sur divers  invertebrés.

## Systématique
Le nom valide de ce taxon est Praethecacineta inclusa Matthes (d), 1956.